# Armistizio di Salonicco
L'armistizio di Salonicco fu siglato il 29 settembre 1918 alla Convention per l'armistizio della Bulgaria a Salonicco, in Grecia, fra il regno di Bulgaria e le forze alleate. L'incontro avvenne a seguito della richiesta, da parte del governo bulgaro, di un accordo per il cessate il fuoco. L'armistizio pose materialmente fine alla partecipazione della Bulgaria al primo conflitto mondiale e stabilì i termini della smobilitazione e del disarmo delle forze armate per quel Paese.
I firmatari che parteciparono alla stesura dell'armistizio furono il generale francese Louis Franchet d'Espérey per l'Intesa e una commissione nominata dal governo bulgaro, composta dal generale Ivan Lukov (membro dello stato maggiore dell'esercito bulgaro), Andrej Ljapčev (membro del consiglio dei ministri) e il diplomatico Simeon Radev.

## Termini
I termini dell'armistizio prevedevano la smobilitazione immediata di ogni attività militare da parte bulgara, prescrivevano l'evacuazione dei territori serbi e greci occupati dall'esercito, ponevano limiti e restrizioni alla consistenza dell'esercito bulgaro e imponevano che la Bulgaria restituisse l'equipaggiamento militare sottratto al IV Reggimento greco durante l'occupazione della Macedonia meridionale nel 1916. Tale documento avrebbe avuto effetto sino alla stipula del trattato di pace conclusivo generale (il Trattato di Neuilly).